# Mary Bauermeister
Pour les articles homonymes, voir Bauermeister.
Mary Bauermeister, née le 7 septembre 1934 à Francfort-sur-le-Main et morte le 2 mars 2023, est une artiste allemande. Elle est une des rares femmes de l'avant-garde artistique d'après-guerre, une des précurseures du mouvement Fluxus et a influencé toute une génération d'artistes. Son œuvre multiforme comporte des textes, dessins floraux, compositions musicales, tableaux mystiques, boîtes à lentilles, boîtes de verre.

## Biographie

### Jeunesse et formation
Mary Bauermeister est née le 7 septembre 1934 à Francfort-sur-le-Main,. Elle est la fille de Wolf Bauermeister, professeur d'anthropologie et de génétique et de Laura Bauermeister, chanteuse. Elle passe sa petite enfance à Kiel jusqu'à ce que sa famille s'installe à Cologne où elle fréquente le lycée mais arrête ses études six mois avant de passer son diplôme pour entrer à l'École supérieure de la forme d'Ulm en 1954. Elle suit des cours avec Max Bill et Helene Nonné-Schmidt (de), une ancienne élève de Paul Klee. En 1955, Mary Bauermeister s'inscrit au cours de photographie d'Otto Steinert à l'École supérieure des Beaux-Arts de la Sarre à Sarrebruck,,. En 1956, elle s'installe à Cologne en tant qu'artiste indépendante et, depuis lors, vit de la vente de ses tableaux. Entre 1954 et 1960, elle se rend chaque année à Paris et découvre la scène artistique locale.
Elle raconte qu'elle avait des dispositions pour la musique. Elle écrit aussi de la poésie quotidiennement. A l'âge de 17 ans, elle abandonne à la fois le piano et la poésie.

### Carrière artistique
En 1960, Mary Bauermeister loue un appartement mansardé à la Lintgasse 28 à Cologne, où sont organisés des concerts et des expositions entre mars 1960 et octobre 1961 qui font partie des événements précurseurs du mouvement artistique Fluxus. Les futurs grands noms de ce mouvement comme George Maciunas, Wolf Vostell, Hans G Helms (de), David Tudor, John Cage, Christo, George Brecht, Otto Piene et Nam June Paik s'y retrouvent pour expérimenter de nouvelles formes d'expression artistiques, musicales et littéraires. Mary Bauermeister contribue ainsi de manière significative au développement de la scène artistique d'avant-garde de l'après guerre,,,. Elle déclare que sa vision de la vie s'est formée en réaction au passé national-socialiste de l'Allemagne : « Les gens qui assassinent des Juifs pendant la journée tout en écoutant Beethoven le soir nous ont rendus méfiants. Nous aimions donc tout ce qui était radical et rompait avec le passé. ».
En 1961, Mary Bauermeister participe au cours de composition de Karlheinz Stockhausen au cours d'été international de musique nouvelle à Darmstadt. Elle vit ensuite avec lui et sa femme Doris Stockhausen et l'épouse en 1967, après son divorce. Ils ont deux enfants ensemble : Julika (née en 1966) et Simon (né en 1967). Pendant cette époque elle se fait appeler Mary Bauermeister-Stockhausen. Le couple divorce en 1973. En 1972 elle donne naissance à Sofie, fille du compositeur américain David Johnson) et, en 1974, à Esther, fille du plasticien israélien Josef Halevi,,. En 2011, elle publie un livre sur cette époque de sa vie.
En 1962, elle a sa première exposition personnelle au Stedelijk Museum à Amsterdam avec des œuvres de 1958 à 1962. Elle y réalise aussi des performances de musique électronique sous la direction de Karlheinz Stockhausen et d'autres compositeurs,.
Le Stedelijk Museum accueille en même temps l'exposition Four Americans, présentant des œuvres de Robert Rauschenberg, Jasper Johns, Alfred Leslie et Richard Stankiewicz. Mary Bauermeister, impressionnée par le travail de Rauschenberg et Johns décide de partir pour New York. Elle y est une des premières artistes à être acceptée et célébrée par le marché de l'art. Elle se lie d'amitié avec de nombreux artistes du Pop Art, du Nouveau réalisme et de Fluxus, comme Robert Rauschenberg, Niki de Saint Phalle, Jasper Johns ou Andy Warhol. En 1964, la Galeria Bonino expose pour la première fois ses "boîtes à lentilles" ,,.
Elle participe à l'exposition collective « The Visual Development of a Structure », du 11 mai au 30 juin 1966, deuxième de la série Art in Process, organisée par Elayne Varian au Finch College Museum of Art (Contemporary Study Wing, 62 East 78th Street, New York) aux côtés de Stephan Antonakos, Richard Artschwager, Richard Baringer, Chryssa, Paul Frazier, Charles Hinman, Will Insley, Donald Judd, Lyman Kipp, Sol LeWitt, Sven Lukin, Victor Millonzi, Robert Morris, Otto Piene, Robert Smithson et John Willenbecher.
En 1972, elle retourne en Allemagne et fait construire une maison futuriste à Rösrath près de Cologne où elle vit jusqu'à sa mort. Elle confectionne des costumes pour Karlheinz Stockhausen et corrige ses partitions, mais préfère vivre sans lui.
Elle meurt le 2 mars 2023, à l'âge de 88 ans, à Bergisch Gladbach d'un cancer du sein,.

## Œuvre artistique
Mary Bauermeister travaille de manière transdisciplinaire : dessins et peintures, images d'objets, installations et aménagements paysagers. Elle utilise aussi bien le crayon et le pinceau mais travaille aussi avec du sable, des cailloux, des nids de guêpes, de la paille ou du textile. Avant les autres et dans la ligne notamment du mouvement Arte Povera, elle déclare que la nature est son matériau, utilise des matériaux "pauvres" et brise les frontières des genres. Son œuvre est constituée de textes, dessins floraux, compositions musicales, tableaux mystiques, boîtes à lentilles, boîtes de verre bourrées de primes, de lentilles et de crayon de couleur. Son travail relève à la fois de l'art, de la poésie, de la nature, de la musique, des mathématiques, de l'ésotérisme et de la science et, lorsque ses draps de lit rapiécés, montés sur des caissons lumineux en « tissus de lumière » sont qualifiés de « travail de femmes », elle fait remarquer à quel point son travail influence ses collègues masculins,,,,,.
Mary Bauermeister est représentée par la galerie Michael Rosenfeld.
Ses œuvres appartiennent aux collections de grands musées : Museum of Modern Art, Whitney Museum, Guggenheim Museum à New York, Hirshhorn Museum à Washington, Stedelijk Museum à Amsterdam, Art Institute à Chicago, Irish Museum of Modern Art à Dublin et Museum Ludwig à Cologne,,. Elle fait don de l'œuvre Sculpture Integrated au Stedelijk Museum.

## Distinctions
Mary Bauermeister est reconnue bien plus vite aux États-Unis qu'en Allemagne où elle est longtemps éclipsée par son célèbre mari  Karlheinz Stockhausen. Elle n'est récompensée pour son travail qu'à un âge déjà avancé.
En 2021, elle reçoit le premier prix d'art du Land de Rhénanie du Nord-Westphalie pour son "œuvre artistique exceptionnelle". En 2020, elle  reçoit la Croix fédérale du mérite,.

## Expositions individuelles
- 1962 : Stedelijk Museum, Amsterdam[11]
- 1963 : Manifestatie Mary Bauermeister (schilderijen) & Karlheinz Stockhausen (elektronische muziek), Haags Gemeentemuseum, La Haye[17]
- 1963 : Musée Van Abbe, Eindhoven[18]
- 1964–1970 : Galeria Bonino, New York (diverses expositions)[6]
- 1972 : Mittelrhein-Museum, Coblence[19]
- 1998 : Mary’s and Ben’s Lustspiel Galerie Schüppenhauer, Cologne (avec Benjamin Patterson)[20]
- 2004 : all things involved in all other things, Mary Bauermeister zum 70. Geburtstag, Galerie Schüppenhauer, Cologne[21]
- 2009 : Aus meinem Skizzenbuch – Ein Tag in New York, Galerie Schüppenhauer, Cologne[22]
- 2010/2011 : Welten in der Schachtel, Musée Wilhelm-Hack, Ludwigshafen[23]
- 2011 : Renaissance of Optics, Volkshochschule Aix la Chapelle[24]
- 2012 : Kulturgewächs – Spektrum über 60 Jahre, Retrospective, Frauenmuseum, Bonn[25]
- 2012 : Zopf ab, Museum FLUXUS+, Potsdam[26]
- 2014 : KUNST(T)RÄUME, Museum FLUXUS+, Potsdam[26]
- 2015 : Mary Bauermeister-Da Capo-Werke aus 60 Jahren, Mittelrhein-Museum, Coblence[19]
- 2017 : Momento Mary, Galerie Grisebach, Berlin[27],[14]
- 2017/18 : Mary Bauermeister. Zeichen, Worte, Universen, Villa Zanders, Bergisch Gladbach[28]
- 2019: Live In Peace Or Leave The Galaxy, Michael Rosenfeld Gallery LLC, New York [29]
- 2022 : 
  - 1 + 1 = 3 ; Die Kunstwelten der Mary Bauermeister, Kunsthalle, Kiel[30]
  - Mary Bauermeister – Kunst von Anderen, Frauenmuseum, Bonn[31]

## Publications
(de) Mary Bauermeister, Ich hänge im Triolengitter : Mein Leben mit Karlheinz Stochkausen, Elke Heidenreich bei C. Bertelsmann, 2011,  (ISBN 978-3-570-58024-0)

## Filmographie
- Mary Bauermeister – Eins und eins ist drei. film documentaire de Carmen Belaschk, 2020, 102 min[32],[33].
- Potpourri, film documentaire de Gregor Zootzky, 2022, 26 min.
- Mary Bauermeister – Die 70er und 80er Jahre, de Johann Camut, 2015, 75 min.
- Mary Bauermeister – Die 50er und 60er Jahre, de Johann Camut, 2014, 79 min.
- Psst pp Piano – Hommage á Mary Bauermeister, dessin animé d'après une idée de Gregor Zootsky, 2009, 10 min.